# Parc Nacional del Bosc Petrificat
El Parc Nacional del Bosc Petrificat (anglès: Petrified Forest National Park) és un parc nacional dels Estats Units situat als comtats de Navajo i Apache, al nord-est d'Arizona. Es troba a uns 42 km de la ciutat de Holbrook. Rep el seu nom de l'existència de fòssils d'arbres petrificats. El parc ocupa una superfície d'uns 380 km² i està en un semidesert a 1600 m d'altitud amb terres erosionades (badlands) acolorides. Al nord confronta amb el Desert Pintat (Painted Desert). Va ser declarat Monument Nacional el 1906 i Parc Nacional el 1962. Unes 600.000 persones el visiten cada any.
Els arbres petrificats són del període Triàsic superior (fa uns 225 milions d'anys) i també hi ha fòssils d'animals. Els primers habitants humans van ser els amerindis Pueblo arribats fa uns 8.000 anys.
Fa uns 225 milions d'anys aquesta zona estava prop de l'equador, al sud-oest del supercontinent Pangea, i el seu clima era subtropical i humit.

## Fòssils

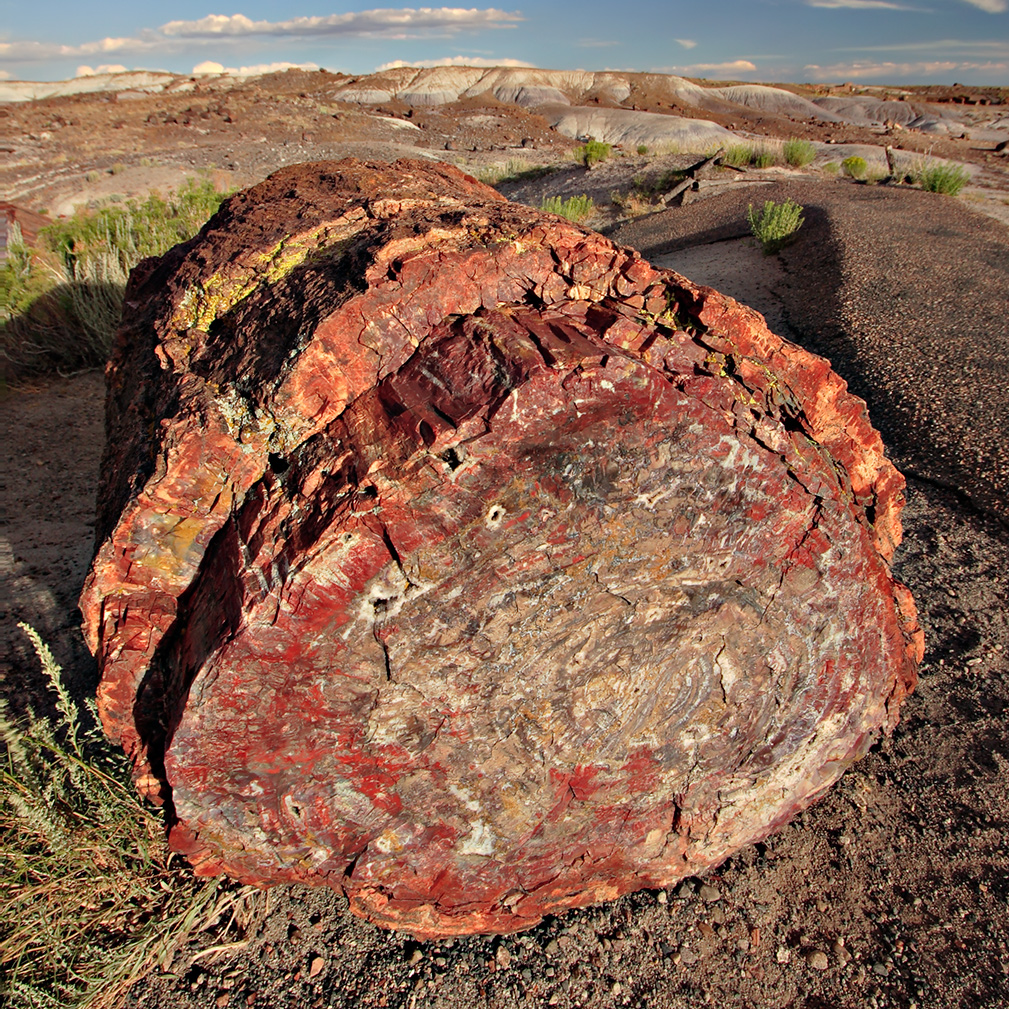
Bosc petrificat

Durant el final del Triàsic els arbres van ser sepultats per sediments amb cendra volcànica. Òxid de silici van formar cristall de quars que substituïren la matèria orgànica de les plantes. Traces d'oxids de ferro i altres substàncies combinades amb el silici van donar diversos colors a la fusta petrificada.
Gran part de la fusta petrificada pertany a l'espècie de conífera Araucarioxylon arizonicum, al nord del parc es troben fòssils de les espècies Woodworthia arizonica i Schilderia adamanica. Com a mínim s'han identificat nous espècies d'arbres diferents totes elles actualment extintes. En el parc hi ha el que es considera el jaciment més ric en fòssils de plantes del Triàsic tardà amb més de 200 tàxons fòssils. Hi ha representats licopodis, falgueres cicadàcies coníferes, ginkgos, etc. Entre els vertebrats n'hi ha de similars a cocodrils (fitosaures), grans salamandres anomenades Koskinonodon, i els primers dinosaures—i invertebrats, incloent cargols d'aigua dolça i petxines.